# Stanisław Molski
Stanisław Franciszek Molski (zm. 24 lutego 2022) – polski chirurg, prof. dr hab.

## Życiorys
W 1970 ukończył studia medyczne w Śląskiej Akademii Medycznej w Katowicach, 24 czerwca 1987 obronił pracę doktorską Badania: kliniczne, ultradźwiękowe, flebograficzne i śródoperacyjne w zespole pozakrzepowym kończyn dolnych, 21 maja 1999 habilitował się na podstawie pracy zatytułowanej Leczenie przewlekłej niewydolności żylnej przeszczepem zastawek. 28 lipca 2015 nadano mu tytuł profesora w zakresie nauk medycznych.
Został zatrudniony na stanowisku profesora nadzwyczajnego i kierownika (2001-2011) w Katedrze i Klinice Chirurgii Ogólnej i Naczyń na Wydziale Lekarskim Collegium Medicum im. Ludwika Rydygiera w Bydgoszczy Uniwersytetu Mikołaja Kopernika w Toruniu.
Był profesorem zwyczajnym w Instytucie Zdrowia i Kultury Fizycznej, Kolegium Nauk Technicznych Wyższej Szkole Gospodarki w Bydgoszczy.
Zmarł 24 lutego 2022. Pochowany na cmentarzu przy ul. Lawendowej w Osielsku.